# State of Origin 1991
Die State of Origin Series 1991 waren die 12. Ausgabe des Rugby-League-Turniers State of Origin. Es bestand aus drei Spielen, die zwischen dem 8. Mai und dem 12. Juni stattfanden. Queensland gewann die Series 2:1.

## Spiel 1
| 8. Mai 20:00 | Queensland Maroons                           | 6 : 4         | New South Wales Blues | Lang Park, Brisbane Zuschauer: 32.400 Schiedsrichter: Bill Harrigan |
| 8. Mai 20:00 | Versuche: Meninga Straftritte: Meninga (1/4) | (2:0) Bericht | Versuche: Daley       | Lang Park, Brisbane Zuschauer: 32.400 Schiedsrichter: Bill Harrigan |

| 1                  | Paul Hauff      |
| 2                  | Michael Hancock |
| 3                  | Peter Jackson   |
| 4                  | Mal Meninga     |
| 5                  | Willie Carne    |
| 6                  | Wally Lewis     |
| 7                  | Allan Langer    |
| 8                  | Martin Bella    |
| 9                  | Steve Walters   |
| 10                 | Steve Jackson   |
| 11                 | Andrew Gee      |
| 12                 | Mike McLean     |
| 13                 | Gary Larson     |
| Auswechselspieler: |                 |
| 14                 | Kevin Walters   |
| 15                 | Steve Renouf    |
| 16                 | Gary Coyne      |
| 17                 | Gavin Allen     |

| 1                  | Greg Alexander       |
| 2                  | Chris Johns          |
| 3                  | Andrew Ettingshausen |
| 4                  | Laurie Daley         |
| 5                  | Michael O’Connor     |
| 6                  | Cliff Lyons          |
| 7                  | Ricky Stuart         |
| 8                  | Steve Roach          |
| 9                  | Ben Elias            |
| 10                 | Ian Roberts          |
| 11                 | Mark Geyer           |
| 12                 | Paul Sironen         |
| 13                 | Des Hasler           |
| Auswechselspieler: |                      |
| 14                 | Glenn Lazarus        |
| 15                 | David Gillespie      |
| 16                 | Mark McGaw           |
| 17                 | Brad Fittler         |

## Spiel 2
| 29. Mai 20:00 | New South Wales Blues                                                         | 14 : 12       | Queensland Maroons                                      | Sydney Football Stadium, Sydney Zuschauer: 41.520 Schiedsrichter: David Manson |
| 29. Mai 20:00 | Versuche: Johns, McGaw Erhöhungen: O’Connor (2/2) Straftritte: O’Connor (1/2) | (8:6) Bericht | Versuche: Carne, Dale Shearer Erhöhungen: Meninga (2/2) | Sydney Football Stadium, Sydney Zuschauer: 41.520 Schiedsrichter: David Manson |

| 1                  | Andrew Ettingshausen |
| 2                  | Chris Johns          |
| 3                  | Laurie Daley         |
| 4                  | Michael O’Connor     |
| 5                  | Rod Wishart          |
| 6                  | Cliff Lyons          |
| 7                  | Ricky Stuart         |
| 8                  | Steve Roach          |
| 9                  | Ben Elias            |
| 10                 | David Gillespie      |
| 11                 | Ian Roberts          |
| 12                 | Mark Geyer           |
| 13                 | Bradley Clyde        |
| Auswechselspieler: |                      |
| 14                 | Des Hasler           |
| 15                 | Mark McGaw           |
| 16                 | Brad Mackay          |
| 17                 | John Cartwright      |

| 1                  | Paul Hauff      |
| 2                  | Michael Hancock |
| 3                  | Peter Jackson   |
| 4                  | Mal Meninga     |
| 5                  | Willie Carne    |
| 6                  | Wally Lewis     |
| 7                  | Allan Langer    |
| 8                  | Martin Bella    |
| 9                  | Steve Walters   |
| 10                 | Steve Jackson   |
| 11                 | Andrew Gee      |
| 12                 | Mike McLean     |
| 13                 | Gary Larson     |
| Auswechselspieler: |                 |
| 14                 | Kevin Walters   |
| 15                 | Dale Shearer    |
| 16                 | Gary Coyne      |
| 17                 | Gavin Allen     |

## Spiel 3
| 12. Juni 20:00 | Queensland Maroons                                          | 14 : 12       | New South Wales Blues             | Lang Park, Brisbane Zuschauer: 33.226 Schiedsrichter: Bill Harrigan |
| 12. Juni 20:00 | Versuche: Hancock, Hauff, Shearer Erhöhungen: Meninga (1/3) | (8:4) Bericht | Versuche: Hasler, Johns, O’Connor | Lang Park, Brisbane Zuschauer: 33.226 Schiedsrichter: Bill Harrigan |

| 1                  | Paul Hauff      |
| 2                  | Michael Hancock |
| 3                  | Peter Jackson   |
| 4                  | Mal Meninga     |
| 5                  | Willie Carne    |
| 6                  | Wally Lewis     |
| 7                  | Allan Langer    |
| 8                  | Martin Bella    |
| 9                  | Steve Walters   |
| 10                 | Steve Jackson   |
| 11                 | Andrew Gee      |
| 12                 | Mike McLean     |
| 13                 | Gary Larson     |
| Auswechselspieler: |                 |
| 15                 | Dale Shearer    |
| 16                 | Gary Coyne      |
| 17                 | Bob Lindner     |

| 1                  | Greg Alexander   |
| 2                  | Chris Johns      |
| 3                  | Mark McGaw       |
| 4                  | Michael O’Connor |
| 5                  | Rod Wishart      |
| 6                  | Brad Fittler     |
| 7                  | Ricky Stuart     |
| 8                  | Steve Roach      |
| 9                  | Ben Elias        |
| 10                 | David Gillespie  |
| 11                 | John Cartwright  |
| 12                 | Bradley Clyde    |
| 13                 | Brad Mackay      |
| Auswechselspieler: |                  |
| 14                 | Des Hasler       |
| 15                 | Brad Izzard      |
| 16                 | Craig Salvatori  |
| 17                 | David Fairleigh  |

## Man of the Match
| Spiel | Man of the Match |
| ----- | ---------------- |
| 1     | Wally Lewis      |
| 2     | Steve Walters    |
| 3     | Martin Bella     |